# Perthi repülőtér
A Perthi repülőtér (IATA: PER, ICAO: YPPH) Ausztrália egyik nemzetközi repülőtere, amely Perth közelében található. Éves utasforgalma 8 367 618 fő (2022).

## Futópályák
A repülőtér futópályái:
- 03/21 (3444 m, 45 m, aszfalt)
- 06/24 (2163 m, 45 m, aszfalt)

## Forgalom
Az utasforgalom az elmúlt években az alábbi módon változott:
| Utasok száma | 1 858 503 | 2 054 747 | 3 202 023 | 4 552 509 | 4 929 182 | 7 464 747 | 10 453 562 | 12 938 926 | 12 477 866 | 8 367 618 |
|              | 1985      | 1989      | 1993      | 1997      | 2001      | 2006      | 2010       | 2014       | 2018       | 2022      |

## Légitársaságok és úticélok
2025-ben a Perthi repülőtérről az alábbi járatok indulnak (Utoljára frissítve: 2025-02-22):

### Személy
| Légitársaság                       | Célállomások |
| ---------------------------------- | --- |
| AirAsia                            | Kuala Lumpur–International |
| AirAsia X                          | Kuala Lumpur–International |
| Air Mauritius                      | Mauritius |
| Air New Zealand                    | Auckland |
| Airnorth                           | Alice Springs, Cairns (kezdődik 2025 április 14-től) Szezonális: Darwin,[forrás?] Kununurra[forrás?] |
| Alliance Airlines                  | Kalgoorlie, Newman, Port Hedland Charter: Barimunya, Cape Preston, Christmas Creek, Christmas Island, Coondewanna, Karratha, Leinster, Leonora, Mount Keith, Paraburdoo, Telfer, The Granites |
| All Nippon Airways                 | Tokyo–Narita |
| Batik Air                          | Denpasar, Jakarta–Soekarno-Hatta |
| Batik Air Malaysia                 | Denpasar, Kuala Lumpur–International |
| Cathay Pacific                     | Hong Kong |
| China Eastern Airlines             | Szezonális: Shanghai–Pudong |
| China Southern Airlines            | Szezonális: Guangzhou |
| Citilink                           | Denpasar |
| Emirates                           | Dubai–International |
| Indonesia AirAsia                  | Denpasar |
| Jetstar                            | Adelaide, Bangkok–Suvarnabhumi, Brisbane, Cairns, Denpasar, Gold Coast, Melbourne, Phuket, Singapore, Sydney |
| Malaysia Airlines                  | Kuala Lumpur–International |
| Maroomba Airlines                  | Charter: Dalgaranga, Golden Grove, Mount Magnet[forrás?] |
| National Jet Express               | Charter: Barrow Island,[forrás?] Cue, Jundee, Karara, Laverton, Leinster, Leonora, Meekatharra, Mount Keith, Murrin Murrin, Newman, Nova, Plutonic, Tropicana |
| Nexus Airlines                     | Geraldton |
| Philippine Airlines                | Manila |
| Qantas                             | Adelaide, Alice Springs, Brisbane, Broome, Canberra, Darwin, Kalgoorlie, Karratha, London–Heathrow, Melbourne, Newman, Párizs-Charles de Gaulle repülőtér, Port Hedland, Singapore, Sydney Szezonális: Hobart, Róma–Fiumicino Mining Charter: Christmas Creek,[forrás?] Cloudbreak,[forrás?] Ginbata,[forrás?] SolomonSablon:Better source needed |
| QantasLink                         | Busselton (kezdődik 2025 június 27-től), Broome, Darwin, Exmouth, Geraldton, Kalgoorlie, Karratha, Newman, Onslow, Paraburdoo, Port Hedland Mining Charter: Carosue Dam, Christmas Creek, Cloudbreak, Eliwana, Ginbata, Iron Bridge, Koolan Island, Solomon, Wodgina                                                                              |
| Qatar Airways                      | Doha |
| Rex Airlines                       | Albany, Carnarvon, Esperance, Monkey Mia |
| Scoot                              | Singapore |
| Singapore Airlines                 | Singapore |
| Skippers Aviation                  | Charter: Burnakura, Darlot-Centenary, Jundee, Kalbarri, Laverton, Lawlers, Leinster, Leonora, Meekatharra, Mount Magnet, Plutonic, Sunrise Dam, Wiluna |
| South African Airways              | Johannesburg–O.R. Tambo |
| Thai Airways International         | Bangkok–Suvarnabhumi |
| TransNusa                          | Denpasar (kezdődik 2025 március 20-tól) |
| VietJet Air                        | Ho Chi Minh City |
| Vietnam Airlines                   | Ho Chi Minh City |
| Virgin Australia                   | Adelaide, Brisbane, Broome, Darwin, Doha (kezdődik 2025 június 25-től), Hobart, Kalgoorlie, Karratha, Kununurra, Melbourne, Newman, Port Hedland, Sydney Szezonális: Launceston[forrás?] |
| Virgin Australia Regional Airlines | Adelaide, Broome, Christmas Island, Cocos (Keeling) Islands, Darwin, Hobart, Kalgoorlie, Karratha, Kununurra, Onslow, Port Hedland Charter: Argyle, Barimunya, Barrow Island, Boolgeeda, Busselton, West Angelas, Woodie Woodie |

↑ 1 1  Virgin Australia's flight to Doha is operated by Qatar Airways through a wet lease agreement
A Qantas Perthből külön „repülős” járatokat is üzemeltet az Antarktisz felett. Ezek a járatok egy Boeing 787 Dreamliner segítségével indulnak Perthből a 3-as és 4-es terminálról, és az Antarktisz megtekintését szolgálják, mielőtt visszatérnének Ausztráliába. Ezek a járatok összesen körülbelül tizenhárom órásak.

### Cargo
| Légitársaság        | Célállomások                   |
| ------------------- | ------------------------------ |
| Qantas Freight      | Adelaide, Hong Kong, Melbourne |
| Qatar Airways Cargo | Doha                           |